# Ingelore Rosenkötter

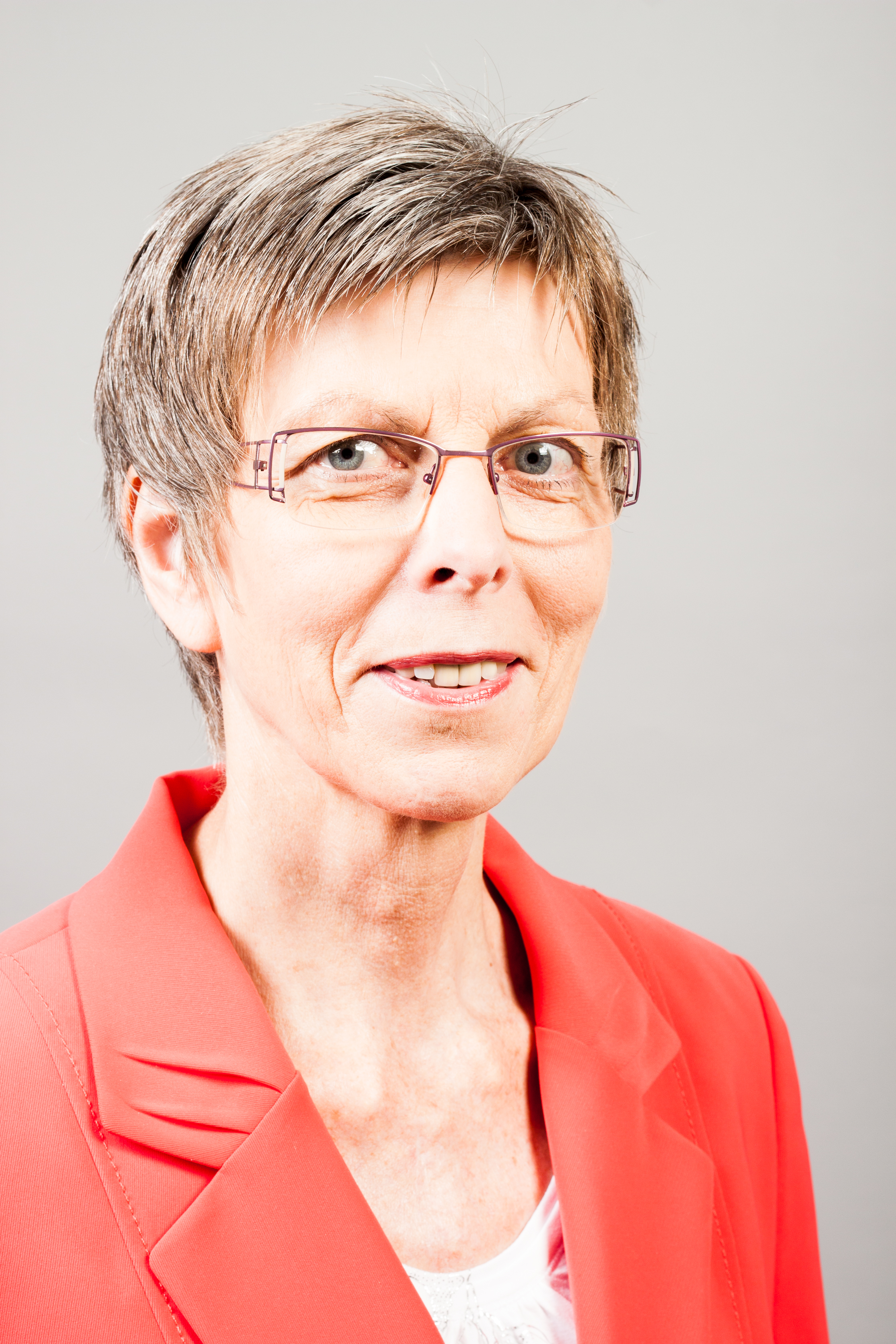
Ingelore Rosenkötter 2014

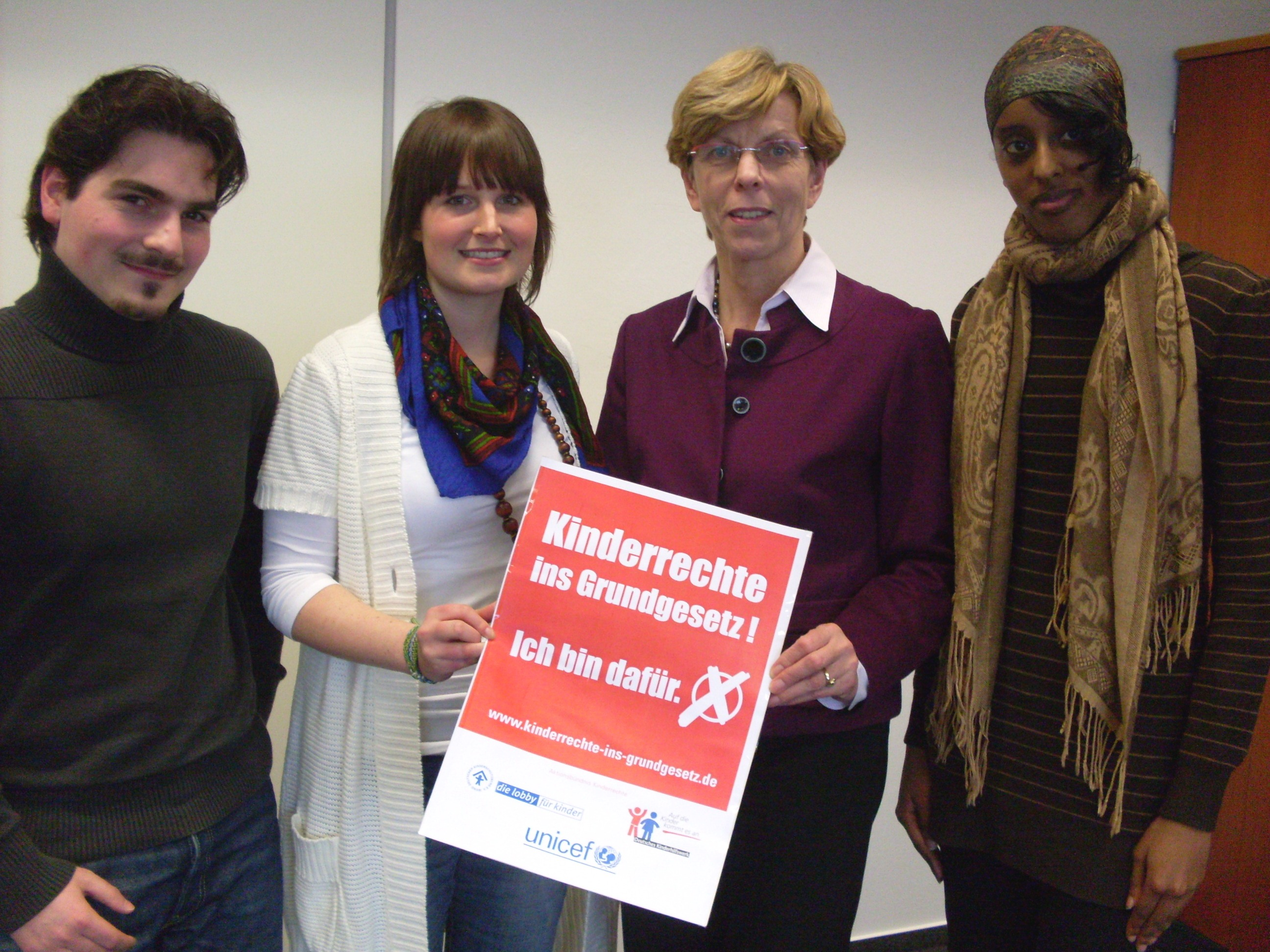
Einsatz für Kinderrechte - die Senatorin und die UNICEF-Hochschulgruppe Bremen

Ingelore Rosenkötter (* 24. Juli 1953 in Bremen) ist eine deutsche Politikerin (SPD) und war Abgeordnete der Bremischen Bürgerschaft. Sie war in den Jahren 2006 bis 2011 Senatorin für Arbeit, Frauen, Gesundheit, Jugend und Soziales der Freien Hansestadt Bremen.

## Biografie

### Ausbildung und Beruf
Nach der Mittleren Reife absolvierte Rosenkötter von 1969 bis 1972 in der Commerzbank Bremen eine Ausbildung zur Bankkauffrau und war anschließend dort tätig. Im Jahr 1979 übernahm sie die Führung des elterlichen Geschäfts. Ab 1989 arbeitete sie für das Deutsche Rote Kreuz (DRK), zunächst in der Betreuung von Kindern und Jugendlichen aus Aussiedler-Familien und ab 1998 als Leiterin des Bereichs Gesundheitsförderung. Von 1989 bis 1991 besuchte Ingelore Rosenkötter die Akademie für Arbeit und Politik der Universität Bremen und studierte Erwachsenenbildung. In den Jahren 2000 bis 2006 war sie Geschäftsführerin des DRK-Landesverbandes Bremen.
Sie wohnt in Bremen-Schwachhausen.

### Politik
Rosenkötter wurde im Jahr 1997 Mitglied der SPD.
Am 2. November 2006 wurde sie als Senatorin für Arbeit, Frauen, Gesundheit, Jugend und Soziales in den von Bürgermeister Jens Böhrnsen geleiteten Senat der Freien Hansestadt Bremen gewählt. Am 30. Juni 2011 schied sie aus dem Senat aus. Seitdem war sie bis 2019 Mitglied der Bremischen Bürgerschaft.
Dort war sie vertreten in der 
staatlichen und städtischen Deputation für Kultur und der
städtischen Deputation für Inneres und Sport sowie im
Ausschuss für die Gleichstellung der Frau,
Betriebsausschuss Musikschule Bremen,
Betriebsausschuss Stadtbibliothek Bremen und Bremer Volkshochschule,
nichtständigen Ausschuss zur Änderung der Landesverfassung und im
Rechtsausschuss.
Rosenkötter ist Vorsitzende des Forum Sport in der SPD-Landesorganisation.

### Weitere Mitgliedschaften
- Sie war von 1998 bis 2006  Präsidentin des Landessportbundes Bremen
- Von 2004 bis 2006 war sie Vorsitzende der ständigen Konferenz der Landessportbünde sowie die Vorsitzende von Special Olympics im Land Bremen e. V. (SOB).
- Von 2002 bis 2004 war sie Vorsitzende des geschäftsführenden Ausschusses der Landesarbeitsgemeinschaft der Freien Wohlfahrtspflege Bremen.